# 慾海慈航
《慾海慈航》（韓語：사마리아），是由金基德導演的輔導級韓國電影，本電影為金基德第10部作品。此外，金基德憑本片獲得柏林影展最佳导演银熊奖。

## 故事簡介
少女如真和在容為了前往歐洲旅行，不惜以賣淫來賺取購買機票的錢。如真當馬伕，在容去接客。其間在容愛上了一位嫖客。有一天，在一次掃黃行動中，在容墜樓重傷，彌留時請求如真把她心儀的嫖客帶到醫院，看她最後一面。如真到嫖客工作的地方去請求他，嫖客要求如真先跟他上床，再去醫院。可是他們到達醫院，發現在容已經去世。
在容去世後，如真決定找回以前跟在容有過關係的嫖客，提供性服務，然後把之前賺的錢還給他們。如真當警察的父親在一次工作時發現她女兒賣淫的秘密，於是父親把嫖客們逐一揪出，並且毒死他們。

## 演員陣容
- 李孽飾如真的父親
- 郭智敏飾如真
- 韓如凜（朝鲜语：한여름）飾在容

## 外部連結
- 電影資料 （页面存档备份，存于）
- IMDb的電影資料 （页面存档备份，存于）